# Kryspus
Kryspus, Flavius Iulius Valerius Crispus (ur. ok. 300, zm. 326) – syn Konstantyna Wielkiego i jego pierwszej żony (lub konkubiny) Minerwiny, cezar Konstantyna od 317 do 326 roku n.e. 

## Życie

### Dzieciństwo
Rok i miejsce urodzenia Kryspusa nie są znane. Na świat przyszedł między 299 a 305, gdzieś we wschodniej części Cesarstwa Rzymskiego. Matką była Minerwina, konkubina albo pierwsza żona Konstantyna. Nic więcej o niej nie wiadomo. Konstantyn przebywał w tym czasie jako zakładnik w Nikomedii na dworze Dioklecjana, władcy Wschodu Cesarstwa. Był gwarantem lojalności władcy Zachodu Cesarstwa Konstancjusza Chlorusa, ojca Konstantyna i dziadka Kryspusa. 
W 307 Konstantyn, rządząc wtedy już w Galii, Brytanii i Hiszpanii, zawarł sojusz z panującymi w Italii Maksymianem i Maksencjuszem. Przymierze przypieczętowane zostało nowym małżeństwem Konstantyna - z Faustą, córką Maksymiana i siostrą Maksencjusza. Okoliczności zawarcia tego małżeństwa dają pewne wskazówki na status relacji cesarza z Minerwiną i Kryspusem. Jeśli Minerwina była przedtem jego legalną żoną, Konstantyn musiałby uzyskać rozwód przed ślubem z Faustą. To wymagałoby oficjalnego aktu prawnego podpisanego przez Konstantyna, ale ówczesne źródła nie wspominają nic o takim dokumencie. Ten brak informacji skłonił wielu historyków do konkluzji, że związek między Konstantynem a Minerwiną był nieformalny. Możliwe również, że w 307 Minerwina już nie żyła, a owdowiały Konstantyn nie potrzebował formalnego rozwodu.
W każdym razie mimo nowego związku ojca Kryspus pozostał pod opiekę Konstantyna i wychował się przy nim w Galii. Roztoczenie nad nim opieki świadczy o silnych uczuciach rodzicielskich, lub wskazuje, że związek Konstantyna i Minerwiną był oficjalny. Edukacją Kryspusa zajmował się Laktancjusz, jeden z najwybitniejszych retorów tamtych czasów, chrześcijanin. 

### Kariera

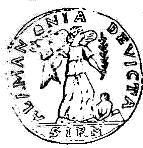
Rewers follisa Kryspusa z hasłem "Alemannia Devicta" (Alemania pokonana)

Około 313 Cesarstwem Rzymskim rządziło dwóch Augustów. Konstantyn na zachodzie i jego szwagier Licyniusz na wschodzie. 1 marca 317 obaj wspólnie ogłosili trzech nowych Cezarów: Kryspusa wspólnie z jego młodszym przyrodnim bratem Konstantynem II oraz Licyniusza II. Konstantyn II to pierwszy syn Fausty, ale w momencie ogłoszenia Cezarem był zaledwie miesięcznym dzieckiem. Licyniusz II, syn Licyniusza miał dwa lata, więc w ten sposób tylko Kryspus objął rzeczywiste obowiązki Cezara. Konstantyn powierzył mu rządy w Galii, którą rządził z Augusta Treverorum (współczesnego Trewiru). Dowodził zwycięskimi operacjami przeciw Frankom i Alamanom w 318, 320 i 323. W 322 odwiedził ojca w Rzymie, był gorąco i entuzjastycznie witamy przez tłumy. Żołnierze uwielbiali go za zdolności strategiczne i zwycięstwa, które odniósł.
W styczniu 322 Kryspus poślubił Helenę, która urodziła mu syna w październiku 322. Nie znamy ani imienia, ani późniejszych losów dziecka. Następnie Kryspus wsparł Konstantyna w wojnie przeciw Licyniuszowi. W 324 został dowódcą floty, która wyruszyła z portu w Pireusie. W bitwie w Hellesponcie (cieśnina  Dardanele) 80 okrętów Kryspusa pokonało 200 okrętów przeciwnika. Dzieło zniszczenia floty Licyniusza dokończył następnego dnia sztorm.  Zwycięstwo umocniło reputację Kryspusa jako błyskotliwego dowódcy. W konsekwencji panowania na morzu i lądowych sukcesów Konstantyna, Licyniusz zrzekł się władzy nad Wschodem Cesarstwa. Konstantyn został jedynym Augustem. W tym czasie Kryspus wydawał się najbardziej prawdopodobnym spadkobiercą tronu. Jego przyrodnie rodzeństwo: Konstantyn II, Konstancjusz II i Konstans byli wtedy jeszcze dziećmi.

### Egzekucja
W 326 Kryspus niespodziewanie z rozkazu ojca stanął przed prowincjonalnym sądem w Puli na Istrii, został skazany na śmierć i stracony. Niedługo potem Konstantyn rozkazał udusić swoją żonę Faustę zamykając ją w przegrzanej łaźni parowej.
Powód tych decyzji pozostaje niejasny i historycy od dawna debatują nad motywami działań cesarza. Zosimos w V wieku i Jan Zonaras w XII wieku pisali, że Fausta była niezwykle  zazdrosna o Kryspusa. Prawdopodobnie obawiała się, że Konstantyn odsunie jej synów od władzy. W końcu, żeby pozbyć się pasierba, użyła podstępu. Wyznała młodemu Cezarowi, że zakochała się w nim i zaproponowała skryty romans. Kryspus odmówił i opuścił pałac ojca. Wtedy Fausta powiedziała Konstantynowi, że Kryspus próbował ją zgwałcić. Konstantyn uwierzył żonie, a że był porywczy, rozkazał zabić swojego syna. Kilka miesięcy później Konstantyn dowiedział się całej prawdy i wówczas zabił Faustę.
Ta wersja wydarzeń jest dziś najpowszechniej uznawana, ponieważ wszystkie inne relacje budzą większe wątpliwości. Pogląd, że Fausta i Kryspus mogli uknuć spisek przeciw Konstantynowi jest odrzucana przez większość historyków. Kryspus był faworytem Konstantyna, więc spiskując miał zbyt wiele do stracenia. Poza tym w żadnym przypadku sprawa tej wagi nie mogła być sądzona przez sąd prowincjonalny.
Inna opinia sugeruje, że Konstantyn zabił Kryspusa, ponieważ jako syn z nieprawego związku, mógł stać się powodem kryzysu w sprawie sukcesji tronu. Jak wytłumaczyć jednak w takim razie, że przedtem trzymał go przy sobie 20 lat? Poza tym Konstantyn miał dostateczną władzę, aby mianować swoimi spadkobiercami młodszych synów. Niektóre relacje twierdzą, że Konstantyn był zazdrosny o sukcesy syna i obawiał się go. Wydaje się to jednak mało wiarygodne.
Reakcja Konstantyna sugeruje, że podejrzewał on Kryspusa o przestępstwo tak straszne, że sama śmierć była zbyt małą karą. Cesarz zarządził dodatkowo damnatio memoriae, co oznaczało, że imię skazańca nie mogło być nigdzie wymieniane i miało zostać wykreślone z oficjalnych dokumentów i napisów na monumentach.
Nie ma wątpliwości, że śmierć Kryspusa i Fausty były ze sobą związane. Pewna liczba współczesnych historyków sugeruje, że Kryspus i Fausta rzeczywiście mieli romans. Kiedy Konstantyn dowiedział się, zareagował zabijając oboje. Czy odłożył śmierć Fausty ponieważ była w ciąży? Daty urodzin obu córek Konstantyna i Fausty pozostają nieznane, urodziny jednej z nich mogły opóźnić egzekucję ich matki.